# Saison 2020-2021 du Montpellier Hérault Rugby
Cette page présente la saison 2020-2021 du Montpellier Hérault Rugby en Top 14 et en Coupe d'Europe.

## Entraîneurs
- Philippe Saint-André (directeur de rugby)
- Xavier Garbajosa (manager, remercié le 3 janvier 2021)
- Pierre-Philippe Lafond (avants, remercié en novembre 2020)
- Jean-Baptiste Élissalde (défense)
- Olivier Azam (conquête, à partir de novembre 2020)

## La saison

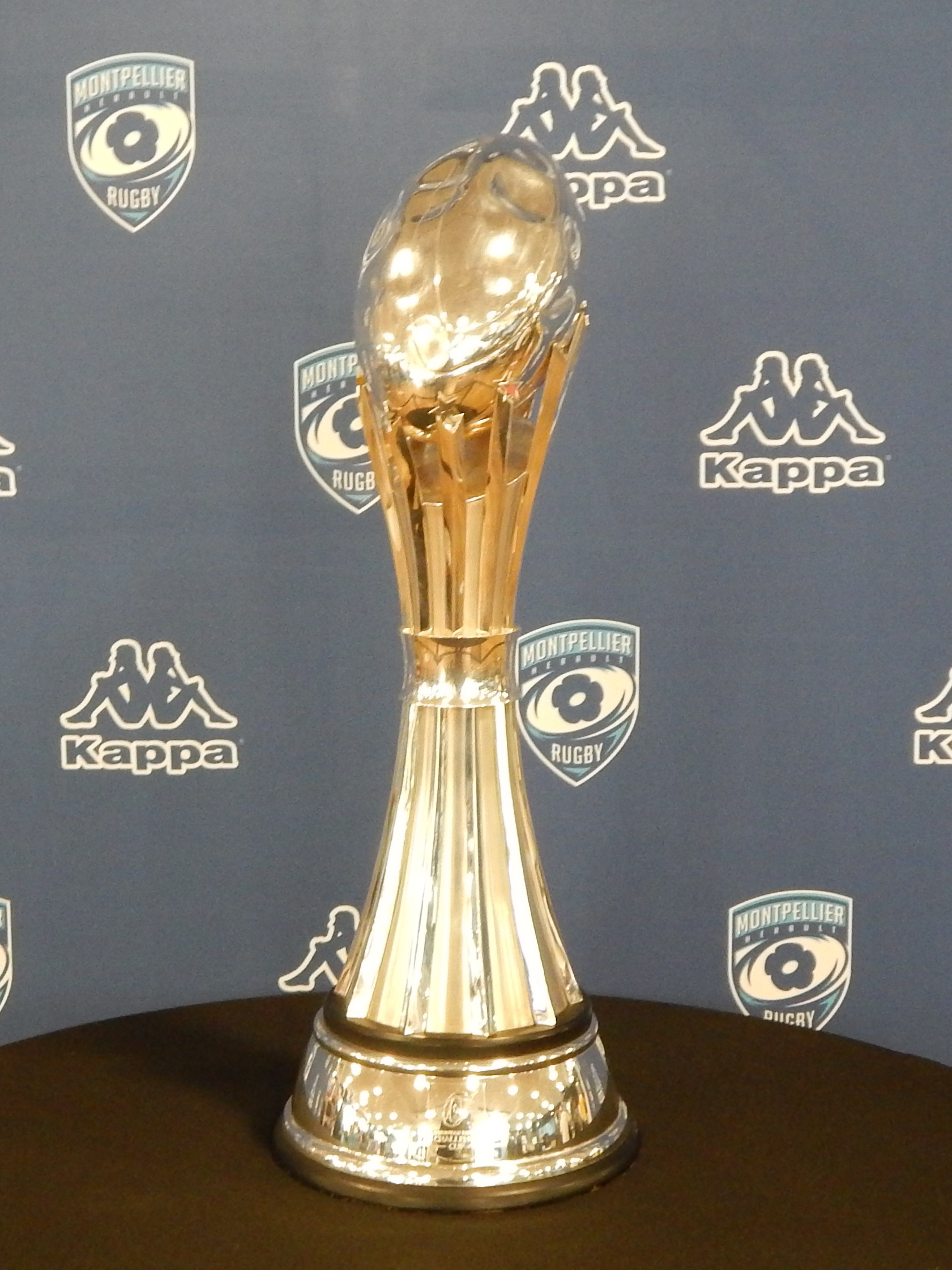
La Challenge Cup exposée à Montpellier en mai 2021.

En Top14, après un mauvais départ, le club lutte pour le maintien et termine à la 10e place de la phase régulière. 
Paradoxalement, le MHR brille en Challenge européen. Les Montpelliérains de Philippe Saint-André éliminent ainsi en demi-finale du Challenge européen les Anglais de Bath sur leur pelouse (10-19) et se qualifient pour la deuxième fois de leur histoire en finale de cette compétition européenne.
Le 21 mai 2021, en finale, les Héraultais affrontent à nouveau une équipe anglaise, les Leicester Tigers à Twickenham. Ils s'imposent (18-17) à Londres et ramènent ainsi la Challenge Cup pour la seconde fois à Montpellier.

## Effectif
| Nom                      | Poste            | Naissance         | Nationalité sportive | Sélections | Dernier club        | Arrivée au club (année) |
| ------------------------ | ---------------- | ----------------- | -------------------- | ---------- | ------------------- | ----------------------- |
| Daniel Brennan           | Pilier           | 23 septembre 1998 | France               | -          | Stade toulousain    | 2018                    |
| Levan Chilachava         | Pilier           | 17 août 1991      | Géorgie              |            | RC Toulon           | 2018                    |
| Grégory Fichten          | Pilier           | 13 août 1990      | France               | -          | RC Narbonne         | 2016                    |
| Enzo Forletta            | Pilier           | 15 juin 1994      | France               |            | USA Perpignan       | 2020                    |
| Antoine Guillamon        | Pilier           | 4 juin 1991       | France               | -          | US Oyonnax          | 2016                    |
| Mohamed Haouas           | Pilier           | 9 mars 1994       | France               |            | Formé au club       | 2017                    |
| Titi Lamositele          | Pilier           | 2 octobre 1995    | États-Unis           |            | Saracens            | 2020                    |
| Mikheil Nariashvili      | Pilier           | 25 mai 1990       | Géorgie              |            | RC Aia              | 2010                    |
| Yannick Arroyo           | Pilier           | 18 décembre 1998  | France               |            | AS Béziers          | 2020                    |
| Youri Delhommel          | Talonneur        | 6 mars 1996       | France               | -          | RC Massy            | 2018                    |
| Bismarck Du Plessis      | Talonneur        | 22 mai 1984       | Afrique du Sud       |            | Sharks              | 2015                    |
| Guilhem Guirado          | Talonneur        | 17 juin 1986      | France               |            | RC Toulon           | 2019                    |
| Mickaël Capelli          | 2e ligne         | 13 février 1992   | France               | - 20 ans   | FC Grenoble         | 2020                    |
| Bastien Chalureau        | 2e ligne         | 18 mars 1997      | France               | -          | Stade toulousain    | 2019                    |
| Nico Janse van Rensburg  | 2e ligne         | 6 mai 1994        | Afrique du Sud       | -          | Bulls               | 2016                    |
| Florian Verhaeghe        | 2e ligne         | 27 avril 1997     | France               | - 20 ans   | Stade toulousain    | 2020                    |
| Paul Willemse            | 2e ligne         | 13 novembre 1992  | France               |            | FC Grenoble         | 2015                    |
| Alexandre Bécognée       | 3e ligne         | 3 septembre 1996  | France               |            | Stade montois       | 2020                    |
| Yacouba Camara           | 3e ligne aile    | 2 juin 1994       | France               |            | Stade toulousain    | 2017                    |
| Martin Devergie          | 3e ligne aile    | 26 juin 1995      | France               | -          | US Colomiers        | 2017                    |
| Kélian Galletier         | 3e ligne aile    | 18 mars 1992      | France               |            | Formé au club       | 2011                    |
| Hugo Gens                | 3e ligne aile    | 11 mars 2001      | France               | -          | Formé au club       | 2020                    |
| Jacques du Plessis       | 3e ligne aile    | 12 août 1993      | Afrique du Sud       | -          | Bulls               | 2015                    |
| Fulgence Ouedraogo       | 3e ligne aile    | 21 juillet 1986   | France               |            | Formé au club       | 2004                    |
| Louis Picamoles          | 3e ligne centre  | 5 février 1986    | France               |            | Northampton Saints  | 2017                    |
| Caleb Timu               | 3e ligne         | 22 février 1994   | Australie            |            | Queensland Reds     | 2019                    |
| Romain Macurdy           | 3e ligne         | 21 septembre 2001 | France               | -          | Formé au club       | 2020                    |
| Samuel Maximin           | 3e ligne         | 30 avril 2001     | France               | -          | C' Chartres Rugby   | 2017                    |
| Benoît Paillaugue        | Demi de mêlée    | 17 novembre 1987  | France               | -          | FC Auch             | 2009                    |
| Cobus Reinach            | Demi de mêlée    | 7 février 1990    | Afrique du Sud       |            | Northampton Saints  | 2020                    |
| Gela Aprasidze           | Demi de mêlée    | 14 janvier 1998   | Géorgie              |            | Lelo Saracens       | 2017                    |
| Thomas Darmon            | Demi d'ouverture | 12 mai 1998       | France               | -          | Formé au club       | 2017                    |
| Alex Lozowski            | Demi d'ouverture | 30 juin 1993      | Angleterre           |            | Saracens            | 2020                    |
| Louis Foursans-Bourdette | Demi d'ouverture | 29 janvier 2002   | France               | -          | RC Nîmes            | 2020                    |
| Handre Pollard           | Demi d'ouverture | 11 mars 1994      | Afrique du Sud       |            | Bulls               | 2019                    |
| Yvan Reilhac             | Centre           | 9 juin 1995       | France               | -          | Formé au club       | 2015                    |
| Vincent Martin           | Centre, ailier   | 4 septembre 1992  | France               | -          | US Oyonnax          | 2016                    |
| Jan Serfontein           | Centre           | 15 avril 1993     | Afrique du Sud       |            | Bulls               | 2017                    |
| Arthur Vincent           | Centre           | 30 septembre 1999 | France               |            | Formé au club       | 2017                    |
| Gabriel N'Gandebe        | Ailier           | 30 mars 1997      | France               | -          | RC Massy Essonne    | 2017                    |
| Vincent Rattez           | Ailier           | 24 mars 1992      | France               |            | Stade rochelais     | 2020                    |
| Julien Tisseron          | Ailier           | 12 août 1995      | France               |            | Aviron bayonnais    | 2020                    |
| Henry Immelman           | Arrière, centre  | 26 mai 1995       | Afrique du Sud       | -          | Free State Cheetahs | 2016                    |
| Anthony Bouthier         | Arrière          | 19 juin 1992      | France               |            | RC Vannes           | 2019                    |
| Johan Goosen             | arrière          | 27 juillet 1992   | Afrique du Sud       |            | Cheetahs            | 2018                    |

## Calendrier et résultats

### Top 14
| - Montpellier HR - Section paloise : 23-26 - Racing 92 - Montpellier HR : 41-23 - RC Toulon - Montpellier HR : 25-21 - Montpellier HR - SU Agen : 42-13 - Montpellier HR - CA Brive : 30-6 - Aviron bayonnais - Montpellier HR : 29-20 - Montpellier HR - Union Bordeaux Bègles : 22-23 - ASM Clermont - Montpellier HR : 15-21 - Stade rochelais - Montpellier HR : 22 - 9 - Montpellier HR - Stade toulousain : 9-16 - Lyon OU - Montpellier HR : 24-20 - Castres olympique - Montpellier HR : 48-17 - Stade français - Montpellier HR : 32-10 | - Section paloise - Montpellier HR : 41-25 - Montpellier HR - Racing 92 : 22-24 - Montpellier HR - RC Toulon : 29-10 - SU Agen - Montpellier HR : 19-39 - CA Brive - Montpellier HR : 23-22 - Montpellier HR - Aviron bayonnais : 23-19 - Union Bordeaux Bègles - Montpellier HR : 57-9 - Montpellier HR - ASM Clermont : 22-16 - Montpellier HR - Stade rochelais : 32-22 - Stade toulousain - Montpellier HR : 16-29 - Montpellier HR - Lyon OU : 16-21 - Montpellier HR - Castres olympique : 19-21 - Montpellier HR - Stade français : 31-6 |

### Coupe d'Europe
Dans la coupe d'Europe, le Montpellier HR fait partie de la poule A et est opposée aux Anglais des Wasps et aux Irlandais du Leinster Rugby .
| - Montpellier HR - Leinster Rugby : 14-35 - Wasps - Montpellier HR : 33 - 14 | - Montpellier HR - Wasps : reporté - Leinster Rugby - Montpellier HR : reporté |

Avec 2 défaites, le Montpellier HR termine 12e de la poule A et n'est pas qualifié pour les huitièmes de finale. Ils sont reversés en huitièmes de finale du Challenge européen.

| Rang | Club                  | J | V | N | D | Bo | Bd | Pm | Pe | Diff | Pts |
| ---- | --------------------- | - | - | - | - | -- | -- | -- | -- | ---- | --- |
| 1    | Leinster              | 2 | 2 | 0 | 0 | 2  | 0  | 70 | 33 | +37  | 10  |
| 2    | Wasps                 | 2 | 2 | 0 | 0 | 2  | 0  | 57 | 22 | +35  | 10  |
| 3    | Union Bordeaux Bègles | 2 | 2 | 0 | 0 | 1  | 0  | 63 | 20 | +43  | 9   |
| 4    | Stade rochelais       | 2 | 2 | 0 | 0 | 1  | 0  | 41 | 8  | +33  | 9   |
| 5    | Llanelli Scarlets     | 2 | 2 | 0 | 0 | 1  | 0  | 51 | 19 | +32  | 9   |
| 6    | Édimbourg Rugby       | 2 | 1 | 0 | 1 | 0  | 1  | 24 | 28 | -4   | 5   |
| 7    | RC Toulon             | 2 | 1 | 0 | 1 | 0  | 0  | 26 | 42 | -16  | 4   |
| 8    | Sale Sharks           | 2 | 0 | 0 | 2 | 0  | 1  | 29 | 42 | -13  | 1   |
| 9    | Northampton Saints    | 2 | 0 | 0 | 2 | 0  | 1  | 31 | 51 | -20  | 1   |
| 10   | Bath Rugby            | 2 | 0 | 0 | 2 | 0  | 1  | 19 | 51 | -32  | 1   |
| 11   | Newport Gwent Dragons | 2 | 0 | 0 | 2 | 0  | 0  | 16 | 71 | -55  | 0   |
| 12   | Montpellier HR        | 2 | 0 | 0 | 2 | 0  | 0  | 28 | 68 | -40  | 0   |

### Challenge Cup
Phases finales
- Huitièmes de finale :  Montpellier HR -  Glasgow Warriors :  26-21
- Quart de finale :  Montpellier HR -  Benetton Trévise :  31-25
- Demi finale :  Bath Rugby -  Montpellier HR :  10-19
- Finale :  Montpellier HR -  Leicester Tigers :  18-17

Le XV de départ du MHR (finale) : 
 

1. Enzo Forletta  2. Guilhem Guirado 3. Mohamed Haouas 

4. Florian Verhaeghe 5. Paul Willemse 

6. Fulgence Ouedraogo 8. Alexandre Bécognée 7. Yacouba Camara 

9. Benoît Paillaugue 10. Alex Lozowski 

11. Vincent Rattez 12. Jan Serfontein 13. Johan Goosen 14. Arthur Vincent

15. Anthony Bouthier 

## Statistiques

### Championnat de France
Meilleurs réalisateurs
| Rang | Joueur | Poste | Points | Essais | Transf. | Pén. | Drops |
| ---- | ------ | ----- | ------ | ------ | ------- | ---- | ----- |
| 1    | -      | -     | -      | -      | -       | -    | -     |
| 2    | -      | -     | -      | -      | -       | -    | -     |
| 3    | -      | -     | -      | -      | -       | -    | -     |

Meilleurs marqueurs
| Rang | Joueur | Poste | Essais |
| ---- | ------ | ----- | ------ |
| 1    | -      | -     | -      |
| 2    | -      | -     | -      |
| 3    | -      | -     | -      |
| 4    | -      | -     | -      |
| 5    | -      | -     | -      |

### Coupe d'Europe
Meilleurs réalisateurs
| Rang | Joueur | Poste | Points | Essais | Transf. | Pén. | Drops |
| ---- | ------ | ----- | ------ | ------ | ------- | ---- | ----- |
| 1    | -      | -     | -      | -      | -       | -    | -     |
| 2    | -      | -     | -      | -      | -       | -    | -     |
| 3    | -      | -     | -      | -      | -       | -    | -     |

Meilleurs marqueurs
| Rang | Joueur | Poste | Essais |
| ---- | ------ | ----- | ------ |
| 1    | -      | -     | -      |
| 2    | -      | -     | -      |
| 3    | -      | -     | -      |
| 4    | -      | -     | -      |
| 5    | -      | -     | -      |